# Gnomidolon wappesi
Gnomidolon wappesi là một loài bọ cánh cứng trong họ Cerambycidae.